# 浅見よう
浅見 よう（あさみ よう）は、日本の漫画家、イラストレーター。ゲームのキャラクターデザインや漫画などを手掛ける。

## 来歴
2009年12月16日にビー・エヌ・エヌ新社より発売された『絵師100人 100 masters of Bishojo painting』には人気絵師100人のイラストが収録され、浅見のイラストも収録。
2010年3月26日、「エクシズ・フォルス」のコミカライズである『エクシズ・フォルス 常闇の大地』の連載を開始。
2015年、『月刊少年マガジン』（講談社）9月号より西尾維新の小説『掟上今日子の備忘録』のコミカライズの連載を開始。2017年、同誌7月号より『終わりのセラフ』の小説をコミカライズである『終わりのセラフ 一瀬グレン、16歳の破滅』の連載を開始。
2023年、同誌にて日向夏の小説のコミカライズ『聖女に嘘は通じない』の連載を開始。

## 作品リスト

### 漫画

#### 連載
- エクシズ・フォルス 常闇の大地（エンターブレイン『ファミ通コミッククリア』2010年3月26日[2] - 2011年5月31日、全2巻）
- まおゆう魔王勇者（エンターブレイン『ファミ通コミッククリア』2011年6月24日 - 2016年11月11日、全8巻）
- 掟上今日子の備忘録（原作：西尾維新、キャラクター原案：VOFAN、講談社『月刊少年マガジン』2015年9月号[3] - 2017年4月号[6]（第1シーズン）、既刊5巻）
- 終わりのセラフ 一瀬グレン、16歳の破滅（原作：鏡貴也、講談社『月刊少年マガジン』2017年7月号[4] - 2022年3月号[7]、全12巻）
- 聖女に嘘は通じない（原作：日向夏、講談社『月刊少年マガジン』2023年4月号[5] - 連載中、既刊4巻）

#### 読み切り
- 巫女と狂言師（エンターブレイン『オタクの恋の物語。 〜恋愛アンソロジー〜』収録[8]、2010年6月15日発売[8]）
- TIGER & BUNNYアンソロジー（角川書店『ニュータイプエース』Vol.1[9]） - 『TIGER ＆ BUNNY 公式コミックアンソロジー #01』に収録[10]

#### ボーイズラブ
- 砂糖菓子とヴァンパイア（GUSH COMICS、2012年10月10日刊）
- 極道の生徒たち（GUSH COMICS、2014年2月10日刊）

### ゲーム
- ロックマンエグゼシリーズ - キャラクターデザイン及びドット
- 47 HEROINES - 虎伏真央イラスト[11]

### イラスト
- 終物語（2015年）第2話エンドカード
- 終わりのセラフ 一瀬グレン、19歳の世界再誕（講談社ラノベ文庫、既刊2巻）
- 走れメロス 太宰治短編集（講談社青い鳥文庫）

## 寄稿
- 漫画家さんのごほうびゴハン2013（『comicスピカ』No.24[12]、2013年） - 1ページ漫画[12]